# Uno Piir
Uno Piir (ur. 13 listopada 1929 w Tallinnie, zm. 4 maja 2025) – estoński piłkarz, grający na pozycji obrońcy, trener piłkarski.

## Kariera piłkarska

### Kariera klubowa
W 1949 rozpoczął karierę piłkarską w klubie Dünamo Tallinn. W latach 1953–1955 występował w Tallinna Kalev.

## Kariera trenerska
W latach 1960–1961 pracował w szkole piłkarskiej Tallinna Kalev. Od 1962 do 1989 trenował klub Norma Tallinn. W 1990-1991 kierował fińskim Valkeakosken Koskenpojat. Od 1992 do 1993 również prowadził reprezentację Estonii. Potem kierował Tallinna Sadam. W 1994-1995 trenował Tallinna Sadam. Od 1997 pracował w Akademii Nõmme Kalju. 

## Sukcesy i odznaczenia

### Sukcesy trenerskie
- mistrz Estońskiej SRR: 1964, 1967, 1970, 1979, 1988
- zdobywca Pucharu Estońskiej SRR: 1962, 1965, 1971, 1973, 1974, 1989
- zdobywca Pucharu Estonii: 1996
- zdobywca Superpucharu Estonii: 1996

### Odznaczenia
- tytuł Zasłużonego Trenera Estońskiej SRR: 1979
- Srebrny Order Estońskiego Związku Piłki Nożnej: 2004
- Złoty Order Estońskiego Związku Piłki Nożnej: 2014